# QuikSCAT

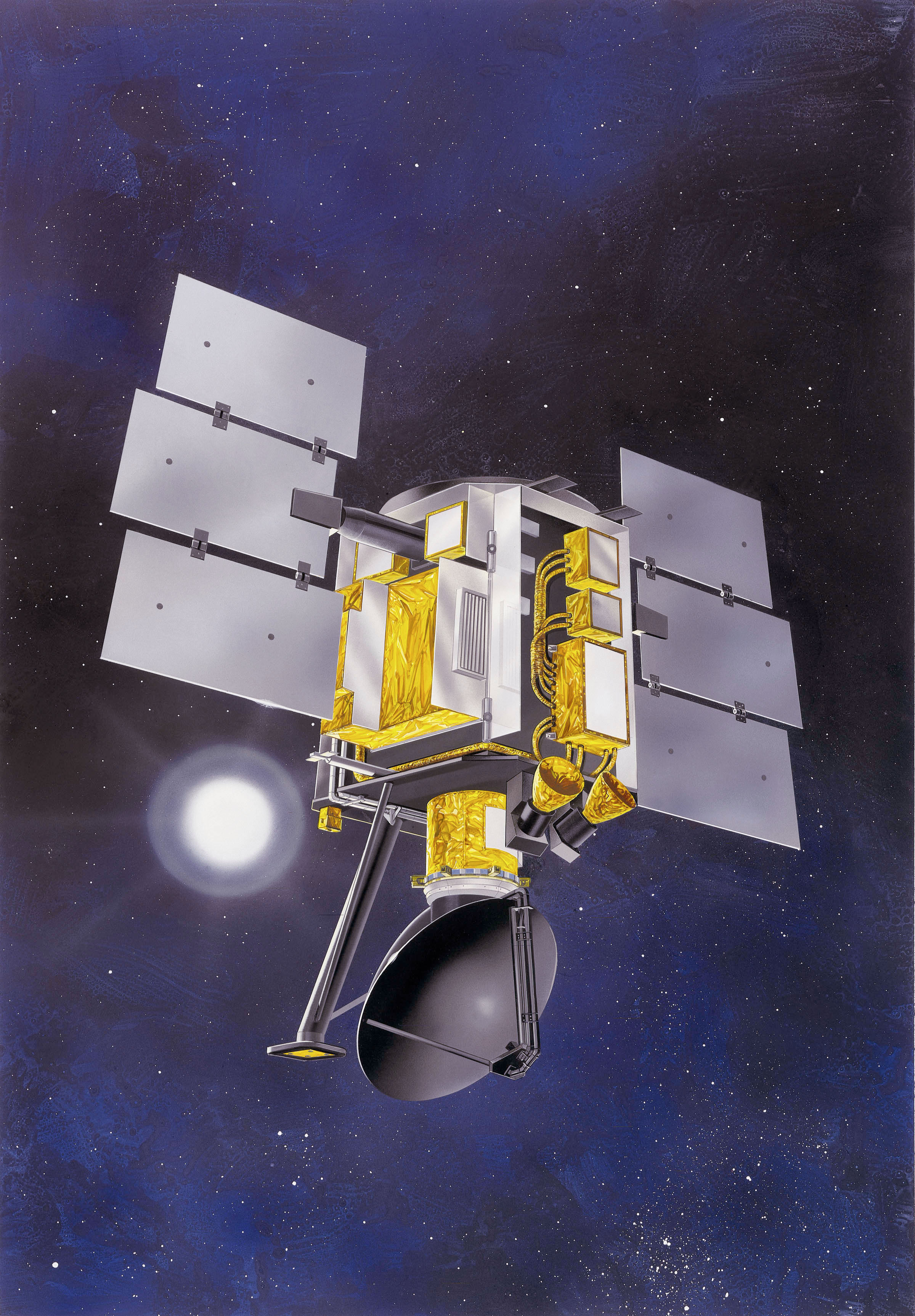
Esempio del satellite QuikSCAT

Il QuikSCAT ('Quick Scatterometer) è un satellite artificiale terrestre sviluppato per analizzare la direzione e la velocità degli oceani per il NOAA. La missione è una missione di recupero rapido (quick recovery) nata per sopperire alla mancanza di dati derivata dalla perdita dello scatteromentro NASA NSCAT che venne perso nel giugno 1997. Il satellite si trova in orbita sincrona rispetto al Sole e in un'orbita bassa terrestre. 
Alla luce del fallimento nel 2003 del satellite ADEOS II, il successore del satellite NSCAT il QuickSCAT è attualmente l'unico satellite statunitense in grado di misurare la velocità dei venti sopra gli oceani e i mari del mondo. L'Agenzia Spaziale Europea è dotata di propri scatterometri come quelli montati sui satelliti Envisat.
Tuttavia dato che attualmente il sistema trasmette con il sistema di backup e che il satellite ha altri problemi lo strumento potrebbe diventare non operativo in ogni momento compromettendo i bollettini sui cicloni tropicali.
Nel 2007 Bill Proenza direttore del National Hurricane Center in Florida, è stato licenziato dai suoi superiori NOAA per non aver preparato un opportuno piano di riserva in caso di guasto del satellite.